# Phalacrocorax featherstoni
Phalacrocorax featherstoni е вид птица от семейство Phalacrocoracidae. Видът е застрашен от изчезване.

## Разпространение
Видът е разпространен в Нова Зеландия.